# Epping-Turm

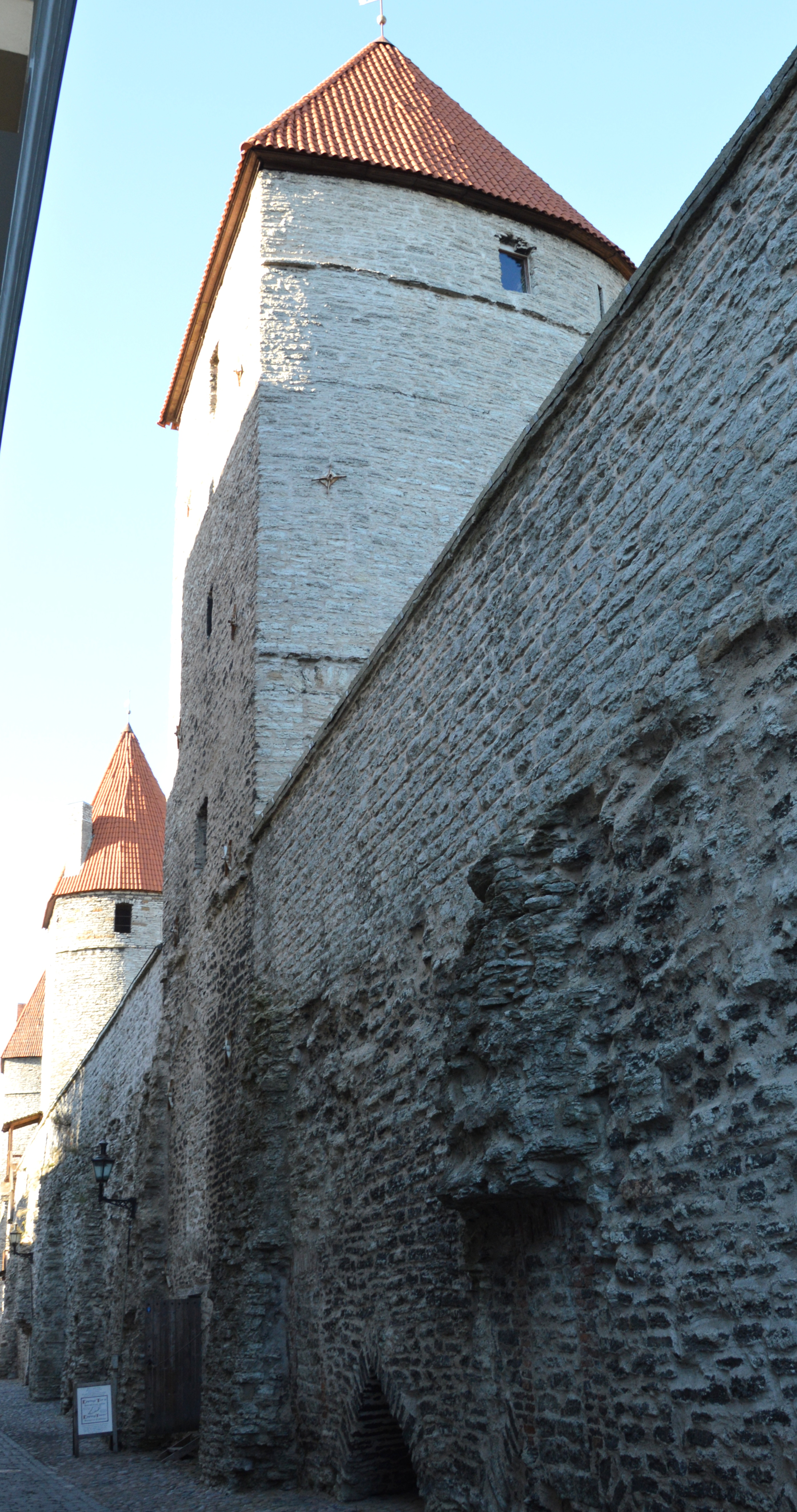
Epping-Turm

Der Epping-Turm (estnisch Eppingi torn) ist ein Wehrturm der Revaler Stadtbefestigung in der estnischen Hauptstadt Tallinn (Reval).

## Lage
Er befindet sich an der nordwestlichen Seite der Revaler Altstadt, an der Adresse Laboratoriumstraße Nummer 31. Die benachbarten Wehrtürme sind der Plate-Turm im Süden und der Turm hinter Grusbeke im Norden.

## Architektur und Geschichte
Der Wehrturm geht bis auf das 14. Jahrhundert zurück und ist heute als Schalenturm in Hufeisenform mit sechs Geschossen angelegt. Der Name des Turms geht auf einen für den Turm zuständigen Bauleiter namens Epping zurück.
Der Turm ist für die Öffentlichkeit gegen Entgelt zugänglich. Im Inneren wird eine Ausstellung zu mittelalterlichen Waffen und Harnischen sowie zur Entwicklung der Revaler Stadtbefestigung gezeigt.